# Millard Evelyn Tydings
Millard Evelyn Tydings (ur. 6 kwietnia 1890, zm. 9 lutego 1961) – amerykański polityk związany z Partią Demokratyczną.
W latach 1923–1927 był przedstawicielem drugiego okręgu wyborczego w stanie Maryland w Izbie Reprezentantów Stanów Zjednoczonych, a w latach 1927–1951 reprezentował ten stan w Senacie Stanów Zjednoczonych.
Jego syn, Joseph Davies Tydings, również został wybrany senatorem Stanów Zjednoczonych z Maryland.